# Marino Klinger
Marino Klinger Salazar (* 7. Februar 1936 in Buenaventura; † 19. Mai 1975 in Cali) war ein kolumbianischer Fußballspieler, der mit der Nationalmannschaft seines Heimatlandes an der Fußball-Weltmeisterschaft 1962 teilnahm. Er gilt als einer der besten Mittelstürmer der kolumbianischen Fußballgeschichte.

## Karriere

### Verein
Klinger spielte die meiste Zeit seiner Karriere beim Club Deportivo Los Millonarios aus Bogotá. Mit den Millonarios gewann er fünf kolumbianische Meisterschaften und einmal den Landespokal. Mit 97 Toren ist er nach Alfredo Castillo (132) und Arnoldo Iguarán (119) der drittbeste Torschütze in der Vereinsgeschichte.
Bei der Austragung der Copa Campeones de América 1960 erzielte er im ersten Spiel einer kolumbianischen Mannschaft in diesem Wettbewerb zwei Tore beim 6:0 gegen CF Universidad de Chile.
1967 wechselte er zum Stadtrivalen |Independiente Santa Fe, wo er 1968 seine Spielerkarriere beendete, um Zahnmedizin zu studieren.

### Nationalmannschaft
Für die erste Teilnahme Kolumbiens an einer Fußball-Weltmeisterschaft wurde Klinger von Nationaltrainer Adolfo Pedernera in das kolumbianische Aufgebot bei der Weltmeisterschaft 1962 in Chile berufen. Klinger kam in allen drei Spielen der Vorrunde zum Einsatz. Im zweiten Gruppenspiel gegen die Sowjetunion erzielte er drei Minuten vor Spielende nach einem zwischenzeitlichen 1:4-Rückstand den kolumbianischen Ausgleichstreffer zum 4:4-Endstand. Es blieb der einzige Punktgewinn im Turnierverlauf, und Kolumbien musste nach der Gruppenphase die vorzeitige Heimreise antreten.

## Tod
Klinger, der mittlerweile als Zahnarzt in Cali arbeitete, starb am 19. Mai 1975, als er in den frühen Morgenstunden mit seinem Renault 4 in den Fluss Cali stürzte. Nach Angaben der Gerichtsmedizin erstickte Klinger in dem an der Unfallstelle weniger als einen Meter tiefen Flussbett.
Das Fußballstadion in seiner Geburtsstadt Buenaventura ist nach Marino Klinger benannt.

## Erfolge
- Kolumbianische Meisterschaft: 1959, 1961, 1962, 1963, 1964
- Kolumbianischer Pokal: 1963